# Mirko Vosátka
Mirko Vosátka (27. listopadu 1911 Terst – 19. ledna 2004 Bor u Suchdolu nad Lužnicí) byl český spisovatel, přírodovědec, skaut a vychovatel. Od devíti let byl členem skautského oddílu vedeného Jaroslavem Novákem, při pobytu ve slovinské Lublani tam založil družinu říčních skautů. Pak působil mezi normálními i vodními skauty v Československu, později v dalších podobných oddílech. Byl autorem knih o tábornictví a ochraně přírody. Měl skautskou přezdívku Grizzly.

## Dílo
Výběr z díla:
- Vodáci, ahoj! (1940)
- Encyklopedie táborníka (1971)
- Tábornická encyklopedie (1985)
- Jak jsem skautoval (1997)